# Carex rhombifructus
Carex rhombifructus är en halvgräsart som beskrevs av Jisaburo Ohwi. Carex rhombifructus ingår i släktet starrar, och familjen halvgräs.
Artens utbredningsområde är Nepal. Inga underarter finns listade i Catalogue of Life.